# Косарев, Константин Александрович
Косарев Константин Александрович (14 сентября 1898, м. Усвяты, Российская империя — 1978 год, Батуми, СССР) — подполковник медицинской службы ВМФ СССР, участник Гражданской войны в России и Великой Отечественной войны.

## Биография
Родился 14 сентября 1898 года в поселке Усвяты (ныне —  Усвятский район, Псковская область) в многодетной крестьянской семье. Русский. Окончил военно-фельдшерскую школу в Кронштадте.
Вступил в ряды ВМФ СССР 7 ноября 1917 года, до этого какое-то время служил в императорской армии. С 1916 года проходил службу на эсминце «Летун» в должности фельдшера на Балтийском флоте. Практически весь боевой состав эсминца, в том числе и офицерский, узнав о победе большевиков, покинул судно. Среди оставшихся на корабле был и К. А. Косарев.
Участник гражданской войны в России, участвовал в Обороне Петрограда во время наступления генерала Н.Н. Юденича.
В 1937 году окончил курс подготовки военного врача Военно-медицинскую академию имени С. М. Кирова в Ленинграде.
На момент войны служил в звании капитана 2 ранга в качестве военврача на Черноморском флоте. Участвовал в обороне Одессы и Кавказа.
После войны был начальником санитарно-эпидемической лаборатории в Новороссийске. Ушел в отставку в звании подполковника медицинской службы 8 мая 1948 года.
Награждён орденом Ленина, дважды Орденом Красного Знамени и рядом других наград.